# Henning Köhler (Historiker)
Henning Köhler (* 9. August 1938 in Berlin) ist ein deutscher Historiker.

## Leben
Köhler studierte Geschichte, Germanistik und Philosophie an den Universitäten Heidelberg und Berlin. Er wurde 1966 mit einer Arbeit über den Freiwilligen Arbeitsdienst promoviert und habilitierte sich 1972. Bis 2005 war er Professor für Moderne Geschichte am Friedrich-Meinecke-Institut der Freien Universität Berlin. 1981/82 war er Gastprofessor an der Stanford University, 1987/88 und 1996/97 Visiting Member am Institute for Advanced Study in Princeton. Köhler ist verheiratet und hat zwei Töchter. Er lebt in Berlin-Lichterfelde.

## Werke und Kontroversen
Köhler ist in seinem Forschungsansatz ein Vertreter der klassischen Politikgeschichte, der – anders als die strukturgeschichtlich und soziologisch orientierten Vertreter der sogenannten Gesellschaftsgeschichte – vor allem die politischen Akteure und den Staat in den Mittelpunkt der Betrachtung stellt. Henning Köhler gilt als „Querdenker“ und eben deshalb vielen auch als ein „streitbarer Historiker“, dessen Arbeiten sich oft am Widerspruch zu den Thesen anderer Historiker entzünden. Besonderes Aufsehen erregten Köhlers Thesen zum Reichstagsbrand, zum sogenannten „Historikerstreit“, zur Novemberrevolution 1918, zu Adenauer und zur Gesamtinterpretation der Deutschen Geschichte im 19. und 20. Jahrhundert.
1969 widersprach er mit einem Aufsatz in den Vierteljahrsheften für Zeitgeschichte der bis dahin herrschenden Meinung, wonach die Deflationspolitik des Reichskanzlers Heinrich Brüning 1930–1932 Ausfluss einer mittelfristigen Strategie gewesen sei, die Reparationsverpflichtungen loszuwerden. Köhler sah darin nur kurzfristiges Krisenmanagement unter starken, auch innenpolitischen Sachzwängen.
In seiner 1982 erstmals erschienenen Geschichte der Weimarer Republik wendet sich Köhler gegen „die Gefahr einer thesenhaft verkürzten Betrachtungsweise“ der ersten deutschen Republik. Zum einen kritisiert der Berliner Historiker die weit verbreitete Ansicht „von den verpaßten Chancen“ einer „versäumten fundamentalen Demokratisierung“ mit Hilfe der Rätebewegung in den vorrepublikanischen Zeiten der sogenannten Novemberrevolution. Vielmehr habe es sich hier eher um einen Zusammenbruch der alten Ordnung gehandelt. Der Mehrzahl der Beteiligten habe hingegen der Wille zu einer wirklich revolutionären Umgestaltung der Verhältnisse gefehlt. Für Köhler belegt zudem das Ergebnis der Wahlen zur verfassungsgebenden Nationalversammlung im Januar 1919, dass die gemäßigten und pro-republikanischen Parteien mit einem Vertrauensvorschuss in die neue Republik gestartet sind. Keineswegs sei also die Weimarer Republik von Anfang an zum Scheitern verurteilt gewesen. Insgesamt wendet sich Köhler deshalb auch gegen „die Tendenz, die Kontinuität vom Kaiserreich zum Dritten Reich hervorzuheben“. Demgegenüber habe kein direkter und unumstößlicher Weg vom Kaiserreich ins Dritte Reich geführt. Köhler argumentiert damit auch gegen die vor allem von Fritz Fischer vertretene These, dass die „alten Eliten“, die bereits mit dem Ersten Weltkrieg den „Griff nach der Weltmacht“ vorbereitet hätten, „nur vorübergehend etwas mehr im Hintergrund“ getreten, tatsächlich aber weiterhin „die epochenbestimmenden Kräfte“ geblieben seien.
1986 erlangte Köhler große Publizität, als er Walther Hofer und Edouard Calic vorwarf, die von ihnen edierten Quellen zum Reichstagsbrand seien Fälschungen. Basierend auf den Aufsätzen entwickelt das Buch die These, dass durch gezielte Quellenfälschungen belegt werden sollte, dass die Nationalsozialisten den Reichstagsbrand kühl kalkulierend und bewusst verursacht haben, um über die sogenannte „Reichstagsbrandverordnung“ die Weimarer Verfassung faktisch außer Kraft zu setzen. Demgegenüber wird die These aufgestellt, dass der damals verhaftete Marinus van der Lubbe den Brand als einzelner technisch durchaus habe legen können. Erst in der Folge hätten die Nationalsozialisten die Chance ergriffen, die sich ihnen mit der Brandstiftung bot. Beim Streit um diese abweichende Deutung führte der Historiker Golo Mann auch „volkspädagogische“ Argumente ins Feld: Wenn sich herausstellen sollte, dass der Reichstag nicht von den Nationalsozialisten angezündet worden sei – so Mann –, könnten bald auch die anderen Verbrechen in Frage gestellt werden.
Ebenfalls im Jahre 1986 war Köhler einer der ersten Historiker, die im Historikerstreit gegen die Thesen Ernst Noltes Stellung bezog, der die Verbrechen des Stalinismus für ursprünglicher und ursächlich für die des Nationalsozialismus ansah. In einem Leserbrief an die Frankfurter Allgemeine Zeitung warf er Nolte, der wie er am Friedrich-Meinecke-Institut lehrte, vor, es gehe ihm darum, „Auschwitz durch den Archipel GULag zu relativieren“.
In seiner 1994 erschienenen Biographie Konrad Adenauers setzte er sich kritisch mit der Adenauer-Biographie von Hans-Peter Schwarz auseinander, dem er unter anderem vorwarf, die Widersprüche in Politik und Persönlichkeit des ersten Bundeskanzlers zu glätten oder zu schönen. Spiegel-Herausgeber Rudolf Augstein lobte, dass sich Köhlers Darstellung um Objektivität bemühe. Im Gegensatz zu der Darstellung durch Hans-Peter Schwarz werde der Gründungskanzler hier nicht glorifiziert, sondern wieder „in einen normalen Sterblichen“ zurückverwandelt. Köhler habe „die durchgängige Ambivalenz dieses Kanzlers“ gesucht und gefunden. Er stelle den ganzen Adenauer vor, „den zutiefst widersprüchlichen: der in Katastrophensituationen auf den Rhein-Staat und die Franzosen setzt, nach beiden Weltkriegen; bei anderen Konstellationen aber überraschend national denkt und handelt“. Kurt Sontheimer kommt hingegen zu dem Urteil, dass „eine Persönlichkeit vom Range Adenauers“ gewiss „viele Facetten und Charakterzüge“ habe", in Köhlers Darstellung ergebe sich daraus aber „kein wirklich greifbares und verläßliches Gesamtbild seiner Person“. Trotz der von Köhler bei Adenauer dargestellten Widersprüche kommt Köhler insgesamt zu einer sehr positiven Gesamtwertung der staatsmännischen Leistungen des bundesdeutschen Gründungskanzlers. Dieser habe resolut die Westbindung durchgesetzt und den Deutschen nach den Erfahrungen der Weimarer Republik und dem Dritten Reich bewiesen, „dass sich Führungskraft und Demokratie durchaus vereinbaren ließen“. In der Folge hätten im westdeutschen Staat „Nationalismus wie Militarismus … keine Chancen mehr“ gehabt.
Den Vorwurf der Geschichtsfälschung erhob Köhler ein zweites Mal 2001, als er in der Frankfurter Allgemeinen Zeitung die These aufstellte, die Geschichte eines Deutschen von Sebastian Haffner sei nicht authentisch, sondern erst nach dem Zweiten Weltkrieg verfasst worden. Die Vorwürfe wurden sowohl philologisch als auch kriminaltechnisch widerlegt.
2002 veröffentlichte Köhler eine Gesamtdarstellung der deutschen Geschichte im neunzehnten und zwanzigsten Jahrhundert. Nicht nur wegen des Titels (Deutschland auf dem Weg zu sich selbst. Eine Jahrhundertgeschichte) kann Köhlers Darstellung als „Gegenentwurf“ zu Heinrich August Winklers deutscher Geschichte des 19. und 20. Jahrhunderts verstanden werden, die die Überschrift Der lange Weg nach Westen trägt. Während Winkler die deutsche Geschichte als Abschied von einem deutschen Sonderweg im 19. und im 20. Jahrhundert versteht, der letztlich in die Mitte der modernen westlichen Staaten- und Wertegemeinschaft führte, sieht Köhler dagegen klare deutsche „Kontinuitätslinien, die über alle politischen Zäsuren, Krisen und Kriege hinweg Bestand haben und durch einen historiographisch ‚totgeredete[n] Nationalstaat‘ in den Hintergrund gedrängt wurden“. Mit dieser Interpretation verwirft Köhler zudem die sonst oft übliche Sichtweise, dass sich die deutsche Geschichte im 20. Jahrhundert in eine „kriegerische, katastrophale und eine demokratische, stabile Hälfte“ teile. Zwar habe sich das Land stark demokratisiert und parlamentarisiert. Insgesamt aber sei Deutschland nach den Verwerfungen des Dritten Reichs und der Zerschlagung des Nationalstaats nach dem Zweiten Weltkrieg mit der Wiedervereinigung in die einstigen nationalstaatlichen Kontinuitätslinien zurückgekehrt. Köhler sieht das heutige Deutschland innen- wie außenpolitisch nahe an den Konstellationen, die das Bismarck-Deutschland prägten. Im Gegensatz zu anderen Interpretationen ist bei Köhler damit auch „eine klare Abkehr von der Dominanz nationaler Schuld und Scham“ verbunden. Aus Köhlers Verständnis hat deshalb auch kein Weg zielgerichtet vom Kaiserreich ins Dritte Reich geführt. Diese Interpretation liegt nahe an der Sichtweise von Köhlers Institutskollegen Arnulf Baring.
Köhlers Jahrhundertgeschichte stieß auf ein geteiltes Echo. Rainer Blasius rezensierte das Buch in der Frankfurter Allgemeinen Zeitung positiv: Es biete „einen pointierten Überblick“ und bürste „manches Forschungsergebnis gründlich gegen den Strich“. Der Potsdamer Historiker Manfred Görtemaker hat Köhlers Jahrhundertgeschichte als eine „manchmal provozierende“, aber „sehr bedenkenswerte Interpretation“ bezeichnet, die eine „längst überfällige“, kontroverse Diskussion ermögliche. Hans-Ulrich Wehler kam in der Zeit hingegen zu einem negativen Urteil: Wehler, der als Kopf der sogenannten Bielefelder Schule einen soziologisch geprägten, strukturgeschichtlichen Ansatz vertritt, sah in Köhlers traditioneller politikgeschichtlicher Darstellung eine „Flucht ins Ressentiment“: Köhler zeige einen „unverhüllten Drang zum reaktionären Verdikt“, ja „Neorevisionismus“.
Im November 2014 hat Köhler eine Biographie über Helmut Kohl veröffentlicht. Ein erstes Teilergebnis dieser Forschungen legte er im April 2010 in der Zeitschrift Die Politische Meinung vor. Köhler, der zahlreiche persönliche Gespräche mit Kohl führte, interpretiert Kohls Regierungszeit als „Höhepunkt“ und „Endpunkt“ der von Adenauer geprägten Kanzlerdemokratie. Kohls europapolitische Bedeutung als Kanzler werde noch immer unterschätzt und sei nur mit der von Bismarck, Stresemann und Adenauer vergleichbar. Der europäische Einigungsprozess der 80er und 90er-Jahre ist aus Köhlers Sicht in erheblichem Maße von Kohl gestaltet worden. Köhler wendet sich nicht nur in diesem außenpolitischen Zusammenhang auch gegen die weit verbreitete Bewertung, dass Kohl Probleme nur ausgesessen habe. Zudem habe das zu Kohls Regierungszeit oft kritisierte „System Kohl“, das stark auf persönliche Bindungen setzte, sich gerade außenpolitisch als ein wichtiges Instrument erwiesen, um die deutsche Einheit durchzusetzen.

## Veröffentlichungen (Auswahl)
- Arbeitsdienst in Deutschland. Pläne und Verwirklichungsformen bis zur Einführung der Arbeitsdienstpflicht 1935. Duncker & Humblot, Berlin 1967, ISBN 3-428-00804-9.
- Arbeitsbeschaffung, Siedlung und Reparationen in der Schlußphase der Regierung Brüning. In: Vierteljahrshefte für Zeitgeschichte. 17 (1969), S. 276–306 (PDF-Datei, 5,6 MB).
- Sozialpolitik von Brüning bis Schleicher. In: Vierteljahrshefte für Zeitgeschichte. 21 (1973), S. 146–150.
- Autonomiebewegung oder Separatismus. Die Politik der Kölnischen Volkszeitung 1918/1919. Colloquium Verlag, Berlin 1974, ISBN 3-7678-0364-X.
- Novemberrevolution und Frankreich. Die französische Deutschland-Politik 1918–1919. Droste, Düsseldorf 1980, ISBN 3-7700-0558-9.
- Geschichte der Weimarer Republik. Colloquium Verlag, Berlin 1981, ISBN 3-7678-0558-8.
- Das Ende Preußens in französischer Sicht. De Gruyter, Berlin und New York 1982, ISBN 3-11-008780-4.
- Knut Borchardts 'Revision des überlieferten Geschichtsbilds' der Wirtschaftspolitik in der Großen Krise – eine Zwangsvorstellung? In: Internationale wissenschaftliche Korrespondenz zur Geschichte der deutschen Arbeiterbewegung. 19 (1983), S. 164–180.
- Das Kissinger Diktat – ein Schlüsseldokument zur Außenpolitik Bismarcks? In: Henning Köhler (Hrsg.): Deutschland und der Westen. Vorträge und Diskussionsbeitrage des Symposions zu Ehren von Gordon A. Craig. Veranstaltet von der Freien Universität Berlin vom 1.–3. Dezember 1983. Colloquium Verlag, Berlin 1984, ISBN 3-7678-0638-X, S. 34–43.
- Adenauer und die rheinische Republik. Der erste Anlauf 1918–1924. Westdeutscher Verlag, Opladen 1986, ISBN 3-531-11765-3.
- Der „dokumentarische Teil“ der „Dokumentation“ – Fälschungen am laufenden Band. In: Uwe Backes, Karl-Heinz Janßen, Eckhard Jesse, Henning Köhler, Hans Mommsen und Fritz Tobias: Reichstagsbrand – Aufklärung einer historischen Legende. Piper, München und Zürich 1986, ISBN 3-492-03027-0, S. 167–216.
- Adenauer. Eine politische Biographie. Propyläen, Berlin 1994, ISBN 3-549-05444-0.
- Deutschland auf dem Weg zu sich selbst. Eine Jahrhundertgeschichte. Hohenheim-Verlag, Stuttgart 2002, ISBN 3-89850-057-8.
- Höhepunkt der Kanzlerdemokratie. Helmut Kohl zum 80. Geburtstag. In: Die Politische Meinung 485 (4/2010), S. 43–49.
- Helmut Kohl. Ein Leben für die Politik. Quadriga Verlag, Köln 2014, ISBN 978-3-86995-076-1.